# Vladimir Kobekine
Vladimir Alexandrovitch Kobekine (Владимир Александрович Кобекин), né le 22 juillet 1947 à Berezniki, est un compositeur russe.

## Biographie
Il commence ses études de piano à l'école de musique de Berezniki, puis au conservatoire de Sverdlovsk (Ekaterinbourg aujourd'hui). Il étudie ensuite dans la classe de Sergueï Slonimski en 1968-1971 au Conservatoire de Léningrad. Après avoir obtenu son diplôme en 1971, il enseigne la composition musicale au Conservatoire d'État Moussorgski de l'Oural à Sverdlovsk de 1971 à 1980. De 1992 à 1995, il est président de la branche de l'Oural de l'Union des compositeurs soviétiques. En 1995, il est maître de conférences au département de composition du Conservatoire d'État Moussorgski de l'Oural; il en est nommé professeur en 2008. Parmi ses élèves les plus notables figure la compositrice d'opéra Anastasia Bespalova. En 1987, il est nommé au prix d'État de l'URSS.
Sa fille, Anastasia Kobekina, née en 1994 est une violoncelliste reconnue.

## Œuvres

### Opéras
- Hamlet (danois) une comédie (russe) (Гамлет Датский, или Российская комедия) - comédie musicale, créée au Théâtre musical académique Stanislavski et Nemirovitch-Dantchenko de Moscou en 2008[1]
- Marguerite (Маргарита)
- Moïse (Моисей), 1999, direction: Evgueni Brajnik
- Le Jeune David (Молодой Давид), 1997
- L'Idiot (Идиот) 1995, d'après Dostoïevski.
- Le Prophète (Пророк) d'après Pouchkine; 1984, Opéra de Sverdlovsk (prix d'État de l'URSS (1987) pour la mise en scène d'Alexandre Titel).
- Pougatchev (Пугачев) adapté du poème de Serge Essénine ; 1983, Léningrad, Petit Théâtre d'opéra de Léningrad
- Les Bottes (Сапожки) 1982, d'après Choukchine
- Le Chant du cygne (Лебединая песня) 1978/1980, Théâtre musical de chambre de Moscou, d'après Anton Tchekhov
- Journal d'un fou (Дневник сумасшедшего) 1980, d'après Lu Xun.

### Ballets
- Eaux de source (Вешние воды), livret de Vladimir Kobekine et Kirill Simonov, Théâtre d'opéra et de ballet de Saratov, chorégraphie de Kirill Simonov, chef d'orchestre: Iouri Kotchnev; créé au XXXIe festival Sobinov, le 23 mai 2018.

### Films d'animation
- Musique du dessin animé Parabole sur les marguerites, produit par Sverdlovsktelefilm (1975)
- Musique de la trilogie en dessin animé Moumi-Doll, produite par Sverdlovsktelefilm (1981-1983)

### Œuvres symphoniques
- 1979: symphonie pour trois solistes avec orchestre en deux mouvements
- 1985: variations sur un thème de Federico Garcia Lorca pour piano avec orchestre
- 1985: Blagovest pour 2 pianos avec orchestre
- 1986: symphonie en 3 chants avec orch.
- 1986: concerto pour hautbois avec orch. en trois mouvements
- 1988: Chants païens, concerto pour violoncelle avec orch.
- 1991: Le Portement de Croix pour instr. à cordes, deux pianos et timbales
- 1997: concerto pour violoncelle et cordes avec orch.
- 1998: Golgotha, symph. pour orch. de chambre
- 2001: Toccata de pierres (Un temps pour ramasser les pierres et un temps pour disperser les pierres), pour orch à cordes, saxophone alto ad libitum
- 2001: Cortège des trois tsars, orch symph.
- 2002: concerto pour violoncelle  n° 2
- 2002: courts morceaux pour orch. à cordes  Nuit, Nedotykomka, Dolcissimo, Drame, Misterioso, un peu nerveusement, le phénix et la colombe
- 2003: Le Cavalier, orch. symph.
- 2005: fantaisie concertante pour violoncelle et cordes sur un thème folklorique russe To nié pava
- 2006: Il nous faut quelque chose de Mozart, pour cordes
- 2006: Démons. Sept septembre, orch. symph.
- 2006: Les Nouvelles Aventures d'un courageux kolobok, orch. symph.
- 2007: Les Coupoles dorées, orch. symph.
- 2009: Burlesque, pour violoncelle et orch. symph.
- 2010: Conte sur Repka, 7 musiciens et orch[2].